# Dragør Avis
Dragør Avis var en lokal gratisavis udgivet i tabloid-format af Mediecentret Amager, der blev postomdelt af Post Danmark hver tirsdag i Dragør Kommune i et oplag på 7.178 eksemplarer (1. januar 2007). Rotationen, Nykøbing Falster stod for trykningen af den annoncefinansierede avis, hvis journalistiske indhold primært bestod af lokale informationer og nyheder for Dragør. Lokalavisen havde sine redaktionelle lokaler på Magleby Torv 2 med Hanne Højberg som lokalredaktør i hele dets eksistens.
Avisen havde en kort levetid på godt halvandet år, idet den første udgave udkom med start fra tirsdag den 1. november 2005 mens den sidste udgave af Dragør Avis udkom tirsdag den 8. maj 2007. Avisens ejer, Mediecentret Amager, besluttede at slukke avisen grundet svigtende annonceindtægter. Avisens journalistiske dækning af Dragør fortsættes i fremtiden i Mediecentret Amagers øvrige publikationer, de ødækkende Amager Bladet og Amageravisen.
Tirsdag den 27. marts 2007 udkom en ny børneavis, kaldet 2791 Junior, henvendt til de cirka 1.700 børn mellem 6 og 15 år i Dragør Kommune. Avisen blev oprindeligt startet i samarbejde med Dragør Avis og Dragør Bibliotekerne. Planen var at avisen skulle udkomme fire gange om året og blive skrevet af en gruppe børnejournalister i alderen 10-13 år. Det 2. nummer af avisen udkom den 15. maj 2007.